# Алекс Калета
Алекс Калета (англ. Alex Kaleta, 29 листопада 1919, Кенмор — 9 липня 1987) — канадський хокеїст, що грав на позиції крайнього нападника.

## Ігрова кар'єра
Професійну хокейну кар'єру розпочав 1941 року.
З ним стався один цікавий випадок під час сезону 1945/46. Прогулюючись містом повз одного з магазинів, Алекс примітив на вітрині шляпу, але не маючи достатньої кількості грошей він домовився з власником магазину Семмі Тафтом, що якщо він закине три шайби в ворота «Торонто Мейпл Ліфс», то отримує цю шляпу в подарунок. Наступного дня Алекс закинув в ворота «кленових» чотири шайби та отримав шляпу. Саме ця історія увійшла до Зали слави хокею, як походження хет-трику в хокеї.
Протягом професійної клубної ігрової кар'єри, що тривала 15 років, захищав кольори команд «Чикаго Блек Гокс», «Нью-Йорк Рейнджерс», «Герші Берс» та «Саскатун Квакерс».

## Статистика
| Сезон        | Клуб                 | Ліга         | Регулярний сезон | Регулярний сезон | Регулярний сезон | Регулярний сезон | Регулярний сезон | Плей-оф | Плей-оф | Плей-оф | Плей-оф | Плей-оф |
| Сезон        | Клуб                 | Ліга         | І                | Г                | П                | О                | ШХ               | І       | Г       | П       | О       | ШХ      |
| ------------ | -------------------- | ------------ | ---------------- | ---------------- | ---------------- | ---------------- | ---------------- | ------- | ------- | ------- | ------- | ------- |
| 1941—1942    | «Чикаго Блек Гокс»   | НХЛ          | 48               | 7                | 21               | 28               | 12               | 3       | 1       | 2       | 3       | 0       |
| 1942—1943    | «Калгарі»            | CNDHL        | 24               | 23               | 35               | 58               | 23               | 5       | 4       | 3       | 7       | 6       |
| 1942—1943    | «Калгарі»            | Кубок Аллана | -                | -                | -                | -                | -                | 5       | 2       | 4       | 6       | 0       |
| 1943—1944    | «Калгарі»            | CNDHL        | 15               | 8                | 15               | 23               | 24               | 2       | 5       | 1       | 6       | 2       |
| 1944—1945    | «Калгарі»            | CNDHL        | 16               | 14               | 12               | 26               | 16               | 3       | 1       | 2       | 3       | 12      |
| 1945—1946    | «Чикаго Блек Гокс»   | НХЛ          | 49               | 19               | 27               | 46               | 17               | 4       | 0       | 1       | 1       | 2       |
| 1946—1947    | «Чикаго Блек Гокс»   | НХЛ          | 57               | 24               | 20               | 44               | 37               | -       | -       | -       | -       | -       |
| 1947—1948    | «Чикаго Блек Гокс»   | НХЛ          | 52               | 10               | 16               | 26               | 40               | -       | -       | -       | -       | -       |
| 1948—1949    | «Нью-Йорк Рейнджерс» | НХЛ          | 56               | 12               | 19               | 31               | 18               | -       | -       | -       | -       | -       |
| 1949—1950    | «Нью-Йорк Рейнджерс» | НХЛ          | 67               | 17               | 14               | 31               | 40               | 10      | 0       | 3       | 3       | 0       |
| 1950—1951    | «Нью-Йорк Рейнджерс» | НХЛ          | 58               | 3                | 4                | 7                | 26               | -       | -       | -       | -       | -       |
| 1950—1951    | «Герші Берс»         | АХЛ          | 5                | 0                | 2                | 2                | 6                | -       | -       | -       | -       | -       |
| 1951—1952    | «Саскатун Квакерс»   | ТХЛ          | 62               | 38               | 44               | 82               | 23               | 13      | 6       | 13      | 19      | 4       |
| 1952—1953    | «Саскатун Квакерс»   | ЗХЛ          | 70               | 26               | 57               | 83               | 6                | 13      | 9       | 14      | 23      | 2       |
| 1953—1954    | «Саскатун Квакерс»   | ЗХЛ          | 70               | 19               | 53               | 72               | 52               | 6       | 0       | 5       | 5       | 4       |
| 1954-1955    | «Саскатун Квакерс»   | ЗХЛ          | 13               | 2                | 9                | 11               | 10               | -       | -       | -       | -       | -       |
| Усього в НХЛ | Усього в НХЛ         | Усього в НХЛ | 387              | 92               | 121              | 213              | 190              | 17      | 1       | 6       | 7       | 2       |